# シャルル県
シャルル県(シャルルけん、アゼルバイジャン語: Şərur)はアゼルバイジャンのナヒチェヴァン自治共和国(ナヒチェヴァン経済地区)の県。2011年の人口は約10.5万人。県都はシャルル (ナヒチェヴァン)。

## 地理
北から時計回りに
- サダラク県（英語版）
- アルメニア
- キャンギャルリ県（英語版）
- イラン

に接する。

## 歴史
古代には、アルメニア王国のアララト州に属していた。
5世紀まではアルメニア人の王が支配していたが、その後アラブ人に奪われた。
892年、アルメニアのバグラツニ朝のスムバト1世はアラブ人からこの地域を奪い返し、シュニク王子に与えた。
後にトルコ人とモンゴル人が征服した。
その後ナヒチェバン・ハン国の領土に編入された。
1828年、ロシア帝国に征服されアルメニア州が設置された。アルメニア州の廃止後は、エレバン県のシャルル・ダララゲズ地区に編入された。
1930年、バシュ・ノラシェンに改名された。
1966年、レーニンに因んでイリイチに改名された。
1991年、シャルル県に改名された。

## 姉妹都市
- ウードゥル(トルコ)

## 詳細
- （アルメニア語） Alishan, Ghevond. Այրարատ (Ayrarat). Venice, 1890.
- （アルメニア語） Yeremyan, Suren T. Հայաստանը ըստ «Աշխարհացույցի» (Armenia According to the Ashkharatsuyts). Yerevan, Armenian SSR: Armenian Academy of Sciences, 1963.

座標: 北緯39度33分 東経45度04分 / 北緯39.550度 東経45.067度